# Буэй
Буэй (фр. Bouaye) — коммуна на западе Франции, находится в регионе Пеи-де-ла-Луар, департамент Атлантическая Луара, округ Нант, кантон Резе-1. Расположена в 13 км к юго-западу от Нанта, в 8 км от автомагистрали E3 (N844). На юге коммуны находится железнодорожная станция Буэй линий Нант-Порник и Нант—Ла-Рош-сюр-Йон. Южной границей коммуны является река Ашно, за которой начинается обширная заболоченная местность, в свою очередь являющаяся северной часть Гран-Льё, одного из двух крупнейших островов материковой Франции.
Население (2017) — 7 844 человека.

## История
Типичная сельская коммуна, Буэй получила развитие в середине XIX века с приходом сюда железной дороги. После Второй мировой войны Буэй превратилась в пригород Нанта и её расположение на пути из города к морскому побережью, недалеко от промышленных центров агломерации, способствовало быстрому росту населения.

## Достопримечательности
- Современная церковь Святого Эрмелана 60-х годов XX века
- Усадьба Ла-Сенежери XIII—XV века
- Шато Дю-Буа-де-ла-Нуэ XVIII—XIX веков, с начала XX века переоборудовано под ресторан
- Усадьба Мевельер XVIII века
- Дом на озере Гран-Льё, центр экологического образования; отсюда начинается пешеходный маршрут вдоль озера

## Экономика
Структура занятости населения:
- сельское хозяйство — 2,1 %
- промышленность — 13,5 %
- строительство — 9,2 %
- торговля, транспорт и сфера услуг — 37,8 %
- государственные и муниципальные службы — 37,4 %

Уровень безработицы (2017 год) — 9,0 % (Франция в целом — 13,4 %, департамент Атлантическая Луара — 11,6 %). 

Среднегодовой доход на 1 человека, евро (2017 год) — 23 550 (Франция в целом — 21 110, департамент Атлантическая Луара — 21 910).

## Демография
Динамика численности населения, чел.

## Администрация
Пост мэра Буэй с 2008 года занимает социалист Жак Гарро (Jacques Garreau). На муниципальных выборах 2020 года возглавляемый им левый блок победил во 2-м туре, получив 59,36 % голосов.
| Период | Период | Фамилия          | Партия                   | Примечания  |
| ------ | ------ | ---------------- | ------------------------ | ----------- |
| 1977   | 1983   | Кристиан Даве    |                          | инженер     |
| 1983   | 1989   | Жорж Ле Геллафф  |                          |             |
| 1989   | 2001   | Ив Пра           | Социалистическая партия  | учительница |
| 2001   | 2008   | Мари-Франс Бюрго | Демократическое движение |             |
| 2008   |        | Жак Гарро        | Социалистическая партия  | учитель     |

## Города-побратимы
- Хорнси, Великобритания
- Лезина, Италия

## Галерея

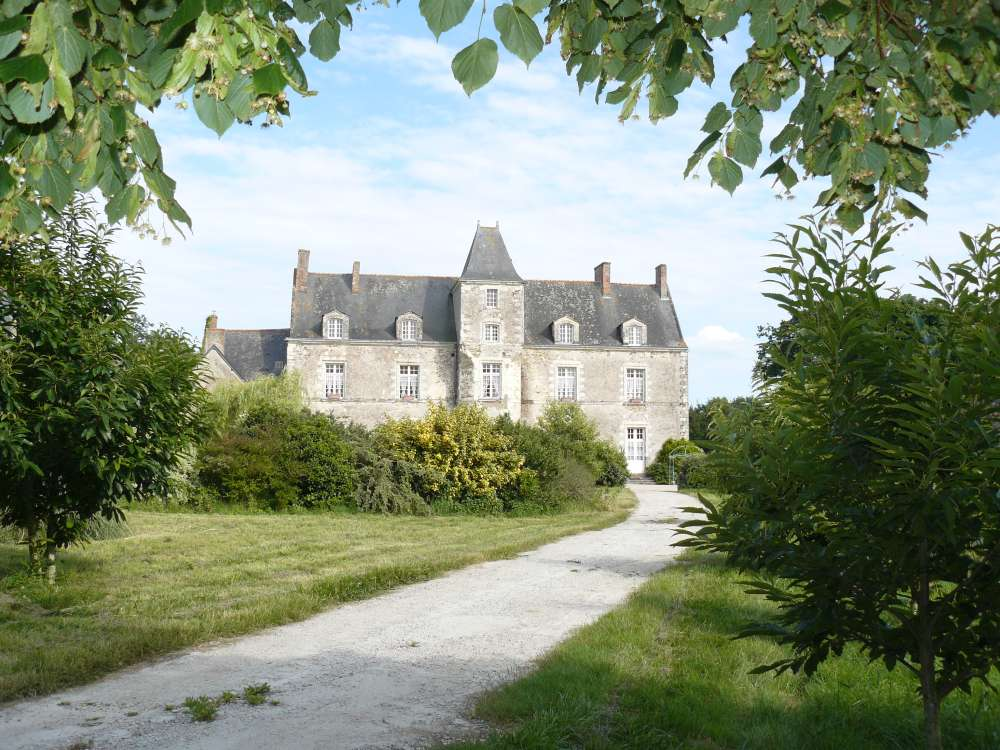
Усадьба Ла-Сенежери
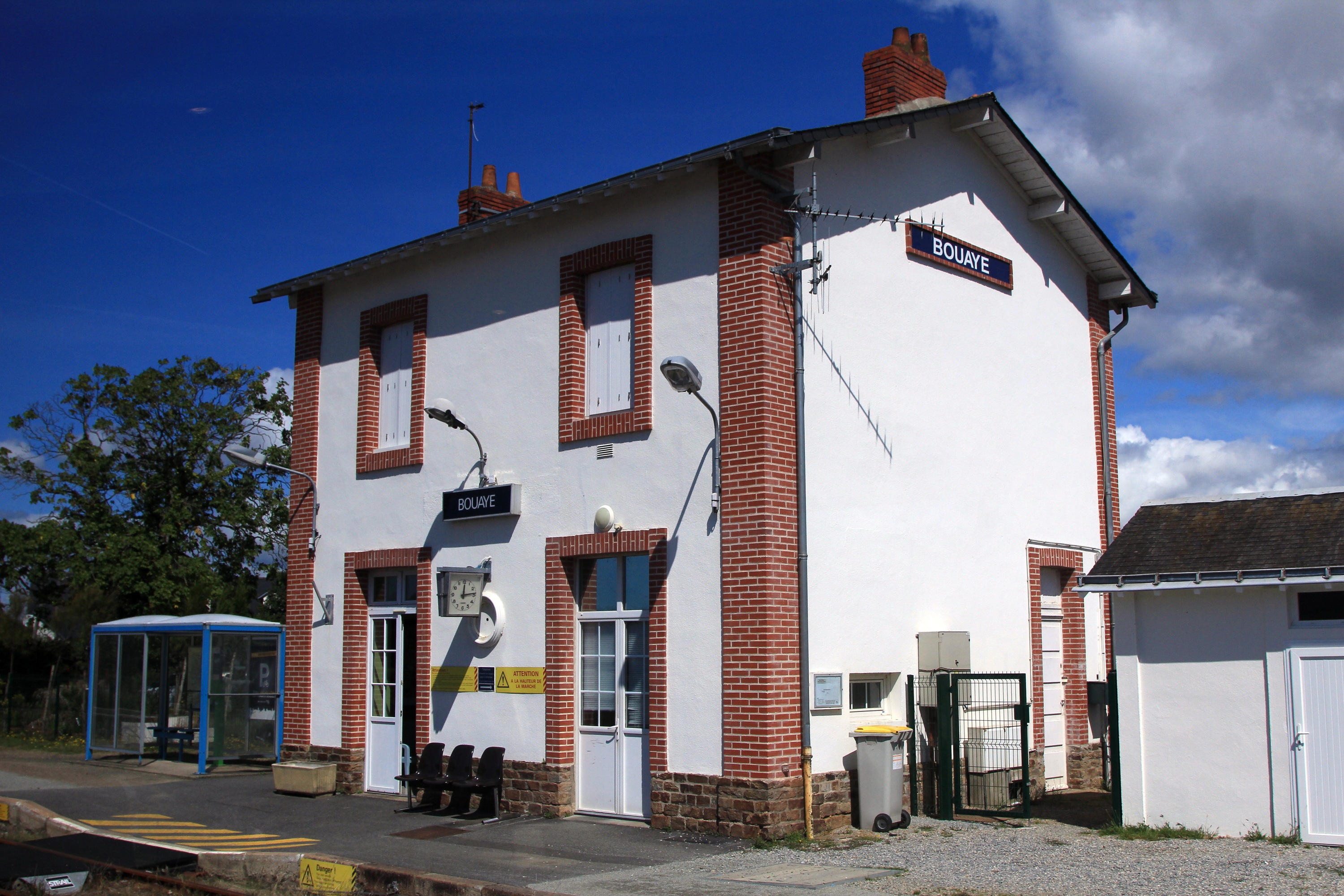
Железнодорожная станция